# Francesca Lo Schiavo
Francesca Lo Schiavo (* 11. Januar 1948 in Rom) ist eine italienische Setdekorateurin.
Schiavo begann ihre Karriere Anfang der 1980er Jahre als Setdekorateurin bei italienischen Filmproduktionen wie Ganz normal verrückt, Fellinis Schiff der Träume und Der Name der Rose.
In ihrer Karriere wurde sie insgesamt achtmal für einen Oscar in der Kategorie Bestes Szenenbild nominiert. Bei ihrer Mitarbeit an den Filmen Die Abenteuer des Baron Münchhausen, Hamlet, Interview mit einem Vampir, Kundun und Gangs of New York blieb es bei der Nominierung.
Erst 2005 konnte sie die Auszeichnung zusammen mit Dante Ferretti erstmals für das Szenenbild von Aviator gewinnen und ein zweites Mal 2008, wieder mit Ferretti, für Tim Burtons Sweeney Todd – Der teuflische Barbier aus der Fleet Street. Der dritte Oscar folgte 2012 erneut gemeinsam mit Ferretti für Hugo Cabret.